# روبر اریول
روبر اریول (ترکی استانبولی: Rober Eryol؛ ۲۱ دسامبر ۱۹۳۰ – ۲۱ دسامبر ۲۰۰۰) بازیکن فوتبال اهل ترکیه بود.
از باشگاه‌هایی که در آن بازی کرده‌است می‌توان به باشگاه فوتبال گالاتاسرای اشاره کرد.
وی همچنین در تیم ملی فوتبال ترکیه بازی کرده‌است.